# Édouard Ngirente
Édouard Ngirente, né le 22 février 1973, est un homme d'État rwandais, Premier ministre de 2017 à 2025.

## Biographie
Édouard Ngirente est né au Rwanda en 1973. Le Premier ministre est titulaire d'un doctorat en économie de l'université de Louvain, en Belgique (UCLouvain), d'une maîtrise en économie agricole de l'UCLouvain, d'une maîtrise en gestion des risques financiers de l'l'université Saint-Louis de Bruxelles, d'un certificat universitaire en statistique de l'UCLouvain, et d'un baccalauréat en économie / économie internationale de l'université nationale du Rwanda.
Avant sa nomination, il a occupé différents postes : conseiller principal auprès du directeur exécutif de la Banque mondiale (2017) ; Conseiller auprès du directeur exécutif de la Banque mondiale (de 2011 à 2017) ; Conseiller économique principal auprès du ministère des Finances et de la Planification économique du Rwanda ; Directeur général de la planification du développement national et de la recherche au ministère des Finances et de la Planification économique ; Maître de conférences à l'ancienne université nationale du Rwanda (maintenant université du Rwanda) jusqu'en 2010 ; chef du département d'économie agricole de la même université, consultant indépendant et gestionnaire de projet. Édouard Ngirente a été un participant actif dans la recherche économique à la Banque mondiale, où il a rédigé des documents sur les marchés et les défis économiques spécifiques à la région, en mettant l’accent sur les marchés agricoles rwandais.